# Pemphigus tibetensis
Pemphigus tibetensis är en insektsart. Pemphigus tibetensis ingår i släktet Pemphigus och familjen långrörsbladlöss. Inga underarter finns listade i Catalogue of Life.